# Vereinte Nationen (Zeitschrift)
Die Vereinte Nationen (in der Schreibweise des Verlags: VEREINTE NATIONEN) ist eine seit 1962 erscheinende deutsche Fachzeitschrift für Themen der Vereinten Nationen und ihrer Sonderorganisationen. Sie wird von der Deutschen Gesellschaft für die Vereinten Nationen (DGVN) herausgegeben und erscheint mit sechs Ausgaben jährlich im Berliner Wissenschafts-Verlag.

## Zielsetzung
Der Bezug der Zeitschrift Vereinte Nationen ist für Mitglieder der Deutschen Gesellschaft für die Vereinten Nationen mit dem Mitgliedsbeitrag abgegolten. Gleichwohl versteht sich die Zeitschrift vorrangig als Fachzeitschrift, die sich mit allen Fragen der Vereinten Nationen und ihrer Sonderorganisationen auseinandersetzt und deren Entwicklung zeitnah darstellt. Die veröffentlichten Aufsätze umfassen wissenschaftliche Beiträge, Untersuchungen und Erfahrungsberichte von Personen, die im Umfeld der UN tätig waren oder sind, oder die sich im weitesten Sinne mit den Vereinten Nationen auseinandergesetzt haben. Zu den Autoren gehören seit den Anfängen hochrangige Politiker, darunter Gerhart Baum, Willy Brandt, Rita Süssmuth, Helmut Kohl, Hans-Dietrich Genscher, Joschka Fischer und Richard von Weizsäcker, die Generalsekretäre der Vereinten Nationen, Völkerrechtler, und gelegentlich auch Persönlichkeiten wie Hans Magnus Enzensberger im November 1962. Als Zielgruppe wird nicht nur das wissenschaftliche Publikum angesehen, sondern alle an der Arbeit der Vereinten Nationen Interessierten. In der Selbstdarstellung wurde der „Dreiklang von Analyse, Bericht und Dokumentation in dieser Fachzeitschrift“ hervorgehoben.

## Geschichte
Der Vorläufer der „Vereinte Nationen“ war das „Mitteilungsblatt der Deutschen Gesellschaft für die Vereinten Nationen“, dessen Nummer 1 vom Juni 1953 gleichzeitig der erste Jahresbericht der im Mai 1952 gegründeten Gesellschaft war. Im redaktionellen Teil war der Journalist Max Beer seit 1953 mit Berichten aus New York der herausragende Autor. Ende 1959 gab es im deutschsprachigen Raum keine Publikation, die vergleichbar aktuell und detailliert von der 14. ordentlichen Tagung der Generalversammlung der Vereinten Nationen berichtete. Das Mitteilungsblatt erschien unregelmäßig, die letzte Ausgabe war die Nummer 36 im November 1961.
Die erste Ausgabe der „Vereinte Nationen“ erschien im Januar 1962 mit Heft 1 des „zehnten“ Jahrgangs im August Lutzeyer Verlag, Baden-Baden. Die Herausgeber hatten beschlossen, den zuvor erschienenen Ausgaben der „Mitteilungen“ nachträglich Jahrgangsnummern zuzuweisen. Im ersten Heft berichtete Max Beer auf Seite 1 als „Sonderberichterstatter der Deutschen Gesellschaft für die Vereinten Nationen“ von der 16. Tagung der Generalversammlung, auch die weiteren Hefte dieses Jahrgangs wurden von Beer eröffnet. Als er diesen Platz in den beiden ersten Heften des Jahrgangs 1963 verlor, und zugunsten von Beiträgen des Landwirtschaftsministers und der Gesundheitsministerin auf die zweite Seite rückte, beendete Beer seine Mitarbeit. Nach einem Jahr der Berichterstattung ohne Nennung des Autorennamens übernahm Otto Leichter, der Korrespondent der Deutschen Presse-Agentur bei den Vereinten Nationen, Beers Aufgabe. Herausragende Themen der ersten Dekade waren die Berichterstattung über den Tod Dag Hammarskjölds und über die erste Konferenz der Vereinten Nationen in Deutschland sowie immer wieder Berichte über das Verhältnis der Bundesrepublik Deutschland und der DDR zu den Vereinten Nationen. Die Rubrik „Die Bundesrepublik und die Vereinten Nationen. Dokumente und Nachrichten“ war seit 1962 ein fester Bestandteil der Ausgaben, sie wurde mit dem Beitritt der Bundesrepublik und der DDR zu den Vereinten Nationen umbenannt und heißt seither „Aus dem Bereich der Vereinten Nationen“.
Eine wesentliche Aufgabe der Zeitschrift bestand darin, alle zwei Monate deutsche Übersetzungen der Resolutionen und Beschlüsse der Vereinten Nationen und deren Abstimmungsergebnisse zu veröffentlichen. Seit der Gründung des Deutschen Übersetzungsdienstes der Vereinten Nationen im Jahr 1975 wird auf dessen Übersetzungen zurückgegriffen. Auch Übersichten über die Mitgliedschaften in den Organisationen der UN waren jahrzehntelang ein wichtiger Bestandteil der Zeitschrift. Diese Aufgabe ist heute in den Hintergrund getreten, die redaktionelle Berichterstattung über die Arbeit der UN-Gremien und Hintergrundberichte nehmen hingegen einen breiten Raum ein. Der Verlag wechselte mehrfach, auf den August Lutzeyer Verlag folgte 1965 der Mönch-Verlag in Koblenz, 1989 der Norbert Paul Engel Verlag in Kehl, 1994 der Nomos Verlag, Baden-Baden (der frühere August Lutzeyer Verlag), und ab 2011 der Berliner Wissenschafts-Verlag.

## Redaktion, Redaktionsbeirat
Die Redaktion der Zeitschrift liegt bei Patrick Rosenow und Monique Lehmann.
Dem Redaktionsbeirat gehören Friederike Bauer, Viviane Brunne, Dagmar Dehmer, Claudia Ehrenstein, Michael Lysander Fremuth, Manuel Fröhlich, Ekkehard Griep, Annette Hornung-Pickert, Gerrit Kurtz, Thomas Nehls, Martin Pabst und Ekkehard Strauß an.